# 14-я пехотная дивизия (Болгария)
14-я Вардарская пехотная дивизия (болг. Четиринадесета пехотна вардарска дивизия) — воинское формирование сухопутной армии Болгарии, участвовавшее во Второй мировой войне.

## История
Сформирована 28 июля 1941 в Скопье, состояла в 5-й армии. В составе дивизии были 51-й, 52-й, 53-й пехотные полки, 14-й дивизионный артиллерийский полк, 14-я дивизионная инженерная группа и соответствующие тыловые части и службы. 8 сентября 1944 дивизия в составе болгарской армии приняла боевое крещение в боях за Кюстендил, Куманово и Криву-паланку. 22 сентября 1944 была расформирована.

## Командиры
| №  | Звание        | Имя                    | Время                         |
| -- | ------------- | ---------------------- | ----------------------------- |
| 1. | генерал-майор | Петар Пенев            | 1941—10 сентября 1942         |
| 2. | полковник     | Александар Попдимитров | 1942—1944                     |
| 3. | полковник     | Стефан Недев           | 16 июля 1944—13 сентября 1944 |